# BRIT Awards/Best International Artist of the Year
Der  Brit Award for International Solo Artist wurde erstmals 1986 im Rahmen der BRIT Awards von der British Phonographic Industry (BPI) verliehen. Er richtet sich an internationale Solokünstler, die nicht aus dem Vereinigten Königreich stammen. Nominiert werden können beide Geschlechter.
Die Gewinner und Nominierten werden von einem Komitee bestehend aus über eintausend Mitgliedern gewählt. Das Wahlkomitee besteht aus verschiedenen Mitarbeitern von Plattenfirmen und Musikzeitschriften, Manager und Agenten, Angehörigen der medien sowie vergangene Gewinner und Nominierte.
Der Award wurde erstmals 1986 verliehen. Der erste Sieger war Bruce Springsteen. Nicht verliehen wurde der Preis 1989 und 1991. Nach 1993 wurde er eingestellt und durch die beiden Kategorien International Male Solo Artist und International Female Solo Artist ersetzt. Er wird jedoch 2022 unter dem Titel Best International Artist of the Year erneut vergeben. Um einem neuen Verständnis von Gender Rechnung zu tragen, wurden für 2022 die Geschlechterkategorien gestrichen, die nichtbinäre Personen benachteiligten. Dies geschah auf Anregung von Sam Smith, der sich als nichtbinär versteht, sowie Will Young.

## Übersicht
| Jahr                                  | Gewinner                  | Nominierte |
| International Solo Artist             | International Solo Artist | International Solo Artist |
| ------------------------------------- | ------------------------- | --- |
| 1986                                  | Bruce Springsteen         | - Lionel Richie - Madonna - Stevie Wonder - Tina Turner                                                                                     |
| 1987                                  | Paul Simon                | - Anita Baker - Bruce Springsteen - Madonna - Whitney Houston                                                                               |
| 1988                                  | Michael Jackson           | - Luther Vandross - Madonna - Prince - Whitney Houston                                                                                      |
| 1989                                  | nicht vergeben            | nicht vergeben |
| 1990                                  | Neneh Cherry              | - Bobby Brown - Gloria Estefan - Prince - Tina Turner                                                                                       |
| 1991                                  | nicht vergeben            | nicht vergeben |
| 1992                                  | Prince                    | - Bryan Adams - Enya - Madonna - Michael Bolton                                                                                             |
| 1993                                  | Prince                    | - Curtis Stigers - Enya - k.d. lang - Madonna - Tori Amos                                                                                   |
| Best International Artist of the Year |                           | |
| 2022                                  | Billie Eilish             | - Doja Cat - Lil Nas X - Olivia Rodrigo - Taylor Swift                                                                                      |
| 2023                                  | Beyoncé                   | - Burna Boy - Kendrick Lamar - Lizzo - Taylor Swift                                                                                         |
| 2024                                  | SZA                       | - Asake - Burna Boy - Caroline Polachek - CMAT - Kylie Minogue - Lana Del Rey - Miley Cyrus - Olivia Rodrigo - Taylor Swift                 |
| 2025                                  | Chappell Roan             | - Adrianne Lenker - Asake - Benson Boone - Beyoncé - Billie Eilish - Kendrick Lamar - Sabrina Carpenter - Taylor Swift - Tyler, the Creator |

## Mehrfachsieger und -nominierte

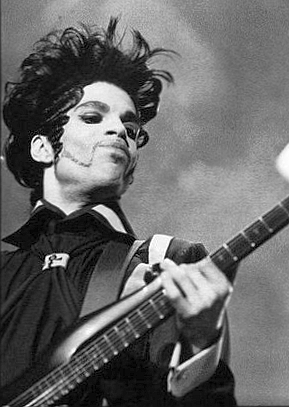
Prince war der einzige Künstler, der den Award zweimal gewann

Stand: 2025
| Nominierungen | Künstler          |
| ------------- | ----------------- |
| 5             | Madonna           |
| 4             | Prince            |
| 4             | Taylor Swift      |
| 2             | Bruce Springsteen |
| 2             | Enya              |
| 2             | Tina Turner       |
| 2             | Whitney Houston   |
| 2             | Billie Eilish     |
| 2             | Olivia Rodrigo    |
| 2             | Beyoncé           |
| 2             | Burna Boy         |
| 2             | Kendrick Lamar    |
| 2             | Asake             |

| Awards | Künstler |
| ------ | -------- |
| 2      | Prince   |